# Dan (grup humà)

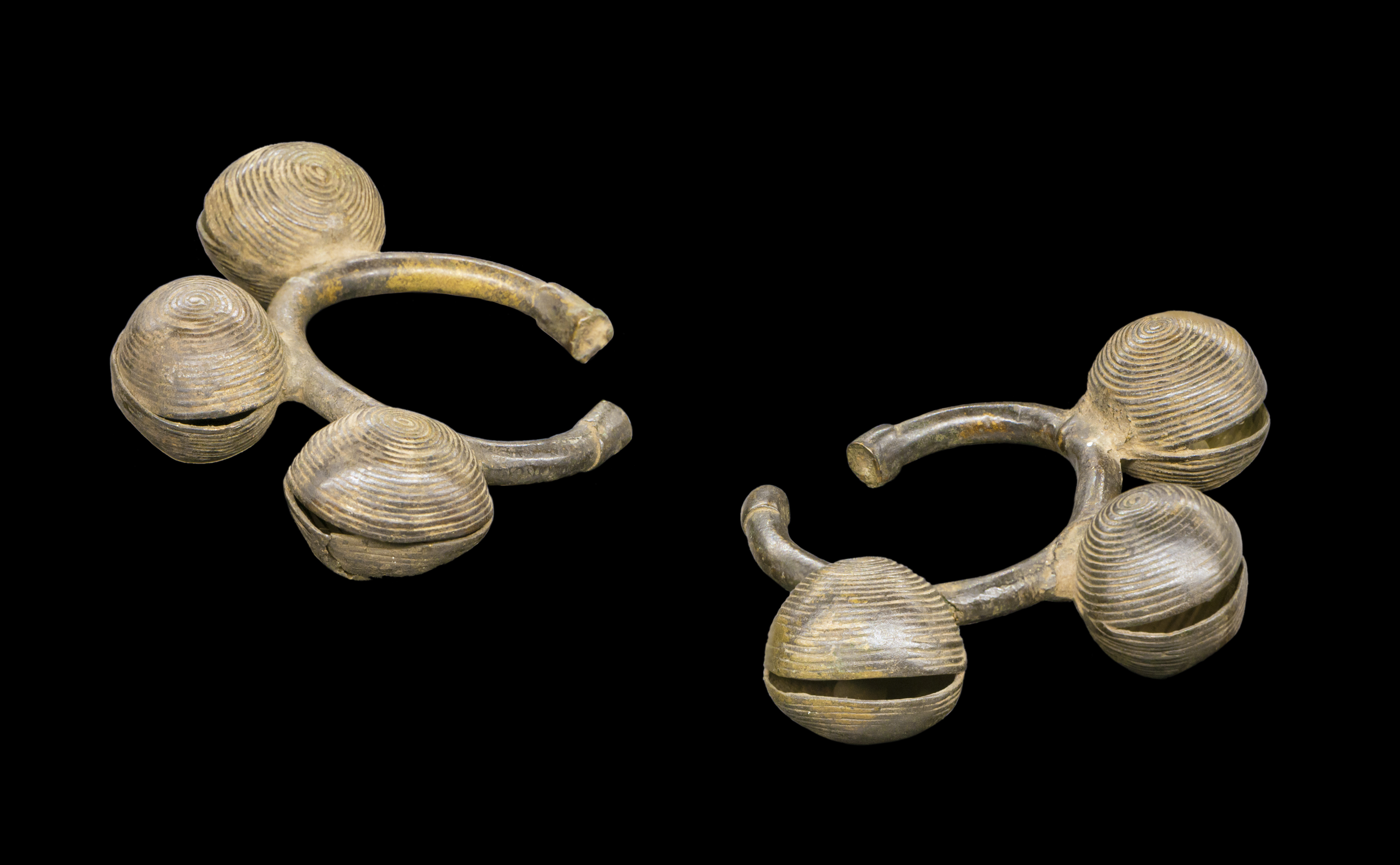
Turmelleres

Els Dan, també anomenats Gio són un poble de l'Àfrica Occidental, present sobretot al centre-oest de Costa d'Ivori, en el territori que s'estén entre le ciutats de Man, Danané, Biankouma, Zouan-Hounien, Sipilou i Sanguiné. Algunes comunitats viuen també a l'altre costat de la frontera, al nord-est de 
Libèria, al comtat de Nimba, al costat del districte de Tappita. El 2008, la població d'aquest grup era de 400.000 persones
Segons les fonts, s'observen diverses variants del nom Dan: dan-gioh, dans, ge, gioh, gio, gué, guio, gyo, yacouba, yacoubas, yacuba, yakouba, yakuba.

La seva llengua és el dan, una llengua mandé que compta aproximadament amb un 1,610,800 de parlants, dels quals 1,300,000 són de Costa d'Ivori, on els Dan parlen també el dioula i el francès.